# الشقاقفة (سيدي علال التازي)
الشقاقفة هو دُوَّار يقع بجماعة سيدي علال التازي، إقليم القنيطرة، جهة الرباط سلا القنيطرة في المملكة المغربية. ينتمي الدوّار لمشيخة سيدي علال التازي التي تضم 17 دوار. يقدر عدد سكانه بـ 1300 نسمة حسب الإحصاء الرسمي للسكان والسكنى لسنة 2004.

## روابط خارجية
- البوابة الوطنية للجماعات الترابية
- المندوبية السامية للتخطيط